# Есділаса
Есділаса (д/н — бл. 535) — вождь маврусіїв в Бізацені.

## Життєпис
Один з вождів маврусіїв. У 533—534 роках брав участь у Вандальській війні на боці Візантії. Політика імператора Юстиніана I щодо повернення нормгосподарювання часів Римської імперії без врахування посилення ролі берберів викликало спротив. Есділаса в союзі з іншими берберськими вождями Куциною, Медісінісою та Юрфуртою 534 року підняв повстання проти візантійської адміністрації. У 535 року у битві біля Мамми разом з союзниками зазнав поразки від преторіанського префекта Соломона. Разом з іншими вождями втік до Ябди, царя Авресу. Разом з ним виступив проти візантійців, але бербери зазнали нової поразки в битві біля гори Бургаон. Після цього Есділаса потрапив у полон або сам здався. Його було доправлено до Карфагену. Подальша доля невідомо, можливо страчено.